# Buick GL6
La Buick Envision è un'autovettura costruita dalla casa automobilistica statunitense Buick dal 2017.
La vettura è una monovolume a 6 posti prodotta esclusivamente per il mercato cinese e si posiziona al di sotto della più grande Buick GL8. La GL6 è realizzata sulla piattaforma GM PATAC-K, in comune con Buick Excelle GT, Chevrolet Cavalier e Chevrolet Monza. Ad alimentare la vettura che segue lo schema tuttoavanti, c'è un motore tricilindrico a benzina turbocompresso da 1,3 litri già utilizzato sulla terza generazione della Buick Excelle e abbinato a una trasmissione automatico a 6 velocità, che sviluppa 120 kW (163 CV) e che le fa toccare la velocità massima di 195 km/h.